# 阿莱拉克 (德龙省)
阿莱拉克（法語：Aleyrac，法語發音：[alɛʁak]）是法国德龙省的一个市镇，属于尼永斯区。

## 地理
阿莱拉克（44°29'56"N, 4°56'18"E）面积6.65 平方千米，位于法国奥弗涅-罗讷-阿尔卑斯大区德龙省，该省份为法国东南部内陆省份，北起顺时针与伊泽尔省、上阿尔卑斯省、上普罗旺斯阿尔卑斯省、沃克吕兹省和阿尔代什省接壤。
与阿莱拉克接壤的市镇（或旧市镇、城区）包括：拉贝居德德马藏克、蒙茹瓦耶、勒波厄拉瓦、波特昂瓦尔代讷、萨勒苏布瓦、托利尼昂。

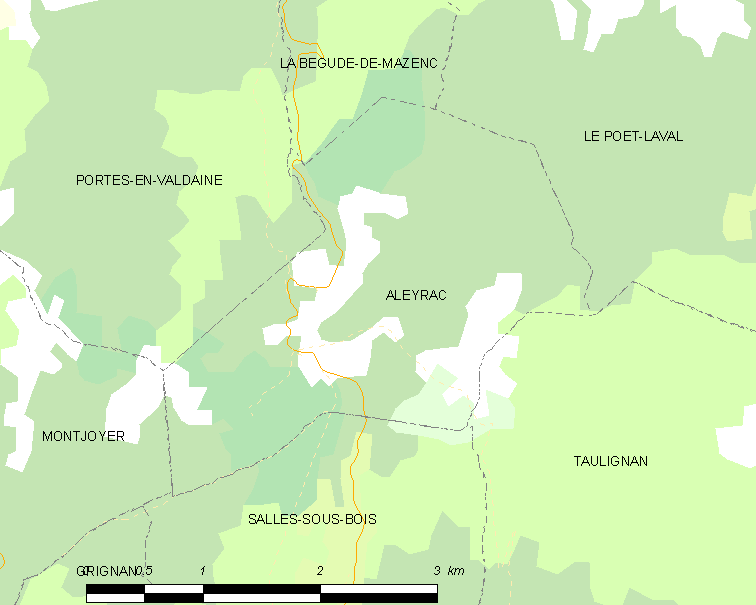
的OSM定位图

阿莱拉克的时区为UTC+01:00、UTC+02:00（夏令时）。

## 行政
阿莱拉克的邮政编码为26770，INSEE市镇编码为26003。

## 政治
阿莱拉克所属的省级选区为迪约勒菲县。

## 人口

1962-2008年间人口变化图示

阿莱拉克于2022年1月1日时的人口数量为53人。